# Campionati del mondo di ciclismo su strada 1956 - Gara in linea maschile Professionisti
La ventitreesima edizione della gara in linea maschile Professionisti dei Campionati del mondo di ciclismo su strada si è svolta il 26 agosto 1956 su un circuito di 12,96 km da ripetere 22 volte per un percorso totale di 285,12 km con partenza ed arrivo da Ballerup nei pressi di Copenaghen, in Danimarca. La vittoria è stata appannaggio del belga Rik Van Steenbergen, il quale ha completato il percorso in 7h26'15", alla media di 38,34 km/h, precedendo il connazionale Rik Van Looy e l'olandese Gerrit Schulte.
Accreditati alla partenza 76 ciclisti, dei quali 71 presero il via e 27 hanno portato a termine la competizione.

## Il percorso
Circuito leggermente collinare senza asperità.

## Squadre partecipanti
| N. ciclisti | Cod. | Squadra        |
| ----------- | ---- | -------------- |
| 8           | RFT  | Germania Ovest |
| 2           | AUS  | Australia      |
| 8           | BEL  | Belgio         |
| 5           | DEN  | Danimarca      |
| 8           | FRA  | Francia        |
| 6           | GBR  | Gran Bretagna  |
| 8           | NLD  | Paesi Bassi    |
| 1           | IRL  | Irlanda        |
| 8           | ITA  | Italia         |
| 1           | LIE  | Liechtenstein  |
| 2           | LUX  | Lussemburgo    |
| 6           | ESP  | Spagna         |
| 8           | SUI  | Svizzera       |

## Ordine d'arrivo (Top 10)
| Pos. | Corridore           | Squadra     | Tempo    |
| ---- | ------------------- | ----------- | -------- |
| 1    | Rik Van Steenbergen | Belgio      | 7h26'15" |
| 2    | Rik Van Looy        | Belgio      | s.t.     |
| 3    | Gerrit Schulte      | Paesi Bassi | s.t.     |
| 4    | Stan Ockers         | Belgio      | s.t.     |
| 5    | Fred De Bruyne      | Belgio      | s.t.     |
| 6    | Germain Derycke     | Belgio      | s.t.     |
| 7    | Gerrit Voorting     | Paesi Bassi | s.t.     |
| 8    | Louison Bobet       | Francia     | s.t.     |
| 9    | Jacques Dupont      | Francia     | s.t.     |
| 10   | Daan de Groot       | Paesi Bassi | s.t.     |